# Gerard van der Lem

Gerard van der Lem (n. 15 de noviembre de 1952, Ámsterdam, Países Bajos) es un exjugador de fútbol neerlandés y actual entrenador de fútbol. Van der Lem hizo su debut oficial con el FC Ámsterdam en partido contra el PSV Eindhoven el 12 de agosto de 1973.
Además de para el FC Ámsterdam también militó en las filas del Roda JC, Feyenoord Rotterdam, Sparta Rotterdam y FC Utrecht.
Una vez retirado como jugador professional, Van der Lem comenzó su carrera como entrenador ejerciendo de asistente de conocidos nombres de los banquillos del fútbol mundial como Piet de Visser, Dick Advocaat y Louis van Gaal.
En su primer contrato con el FC Alkmaar (AZS) fue responsable técnico del equipo de jóvenes promesas (con el que se proclamó campeón en 1985) así como asistente de Piet de Visser para la primera plantilla. Desde 1986 hasta 1989 formó parte del FC Haarlem del que se inició siendo segundo de Dick Advocaat, para luego tomar las riendas como primer técnico en el equipo en el último año.
Su continuo trabajo con los futbolistas más jóvenes le llevó a ser contratado por el Ajax Ámsterdam en 1990 con el que ejerció de máximo responsable del departamento de desarrollo de jóvenes promesas del club. Después de un año plagado de éxitos y habiendo causado buena impresión en la jerarquía del Ajax fue elegido para ser técnico asistente de Louis van Gaal, que venía de proclamarse vencedor de la Liga de Campeones. Este recogió un ramillete de títulos nacionales y europeos de la mano de una fantástica generación de jugadores. Entre 1991 y 1997 el club se llevó 3 ligas neerlandesas, 2 copas neerlandesas, 1 Liga de Campeones, 1 Recopa, 1 Intercontinental, 2 Supercopas de los Países Bajos.
Este éxito no pasó desapercibido fuera de los Países Bajos. Tanto Louis van Gaal como Gerard van der Lem hicieron las maletas y viajaron juntos a Barcelona donde comenzaron una nueva etapa al frente de unos de los clubes más importantes de Europa. Continuando con la racha de buenos resultados cosechada en los Países Bajos el tándem consiguió guiar al FC Barcelona al triunfo en 2 Ligas, 1 Copa del Rey, 1 Supercopa.
Después de su etapa en Barcelona Gerard van der Lem retornó a sus Países Bajos natal para convertirse en primer entrenador del FC Alkmaar y continuar luego en el Oita Trinita de la J1 League de Japón durante una temporada. 
Otra etapa memorable y plagada de títulos se sucedió en Arabia Saudí durante su primer mandato al frente de la selección nacional. Este consiguió llevar a Arabia Saudí al triunfo en la Copa del Golfo, la Arab Cup y la clasificación para la Copa de Asia.
Por todo ello fue nombrado ‘Mejor Entrenador del Medio Oriente’.
Las cosas no fueron igual de bien para su selección en la nueva cita de la Copa de Asia y la federación decidió destituirle tras ser Arabia Saudí eliminada a manos de Irak. Tras dejar a la selección de Arabia Saudí van der Lem regresó a casa para formar parte del Ajax Ámsterdam en diversos roles. No tardó mucho el neerlandés en emprender un viaje rumbo a Oriente Medio donde aceptó el cargo de entrenador del Al Sharjah de la primera división de Emiratos Árabes Unidos en la temporada 2007-2008.
Al término de la temporada van der Lem se unió a su compatriota Henk ten Cate para tomar las riendas de uno de los equipos más poderosos de Grecia, el Panathinaikos.
Actualmente Gerard van der Lem es ayudante del exjugador del Ajax, el georgiano Shota Arveladze, actual técnico del Kayserispor en Turquía.